# Свята Кенії
Свята Кенії — встановлені відповідно до законодавства Республіки Кенія, країни у Східній Африці. У Кенії відзначаються дванадцять державних свят . 
| Дата                                   | Ім'я                                    |
| -------------------------------------- | --------------------------------------- |
| 1 січня                                | Новий рік                               |
| Змінюється                             | Страсна п'ятниця                        |
| Змінюється                             | Великодній понеділок                    |
| 1 травня                               | День Праці                              |
| 1 червня                               | День Мадарака                           |
| Залежить від видимого положення місяця | Ід аль-Фітр                             |
| Залежить від видимого положення місяця | Ід аль-Адха                             |
| 10 жовтня                              | День Мої                                |
| 20 жовтня                              | День Машуджі (колишній день Кеніяти ) - |
| 12 грудня                              | День Джамхурі                           |
| 25 грудня                              | Різдво                                  |
| 26 грудня                              | День подарунків                         |
| 31 грудня                              | Переддень Нового року                   |

## Зовнішні посилання
- http://www.worldtravelguide.net/kenya/public-holidays [Архівовано 22 грудня 2016 у Wayback Machine.]
- https://www.standardmedia.co.ke/article/2001259798/judge-restores-moi-day-as-public-holiday [Архівовано 28 грудня 2019 у Wayback Machine.]
- https://www.internationalwomensday.com/ About [Архівовано 3 червня 2016 у Wayback Machine.]